# 伊勢山 (名古屋市)
伊勢山（いせやま）は、愛知県名古屋市中区の地名。現行行政地名は伊勢山一丁目および伊勢山二丁目。住居表示実施。

## 地理
名古屋市中区南部に位置する。東は平和一丁目、西は古渡町、南は金山一丁目、北は橘二丁目に接する。商業地域。

## 歴史

### 地名の由来
古渡の中央部に存在した山の内と総称される7つの山のうち、「おいせ山」に伊勢神宮から伝来した巻物が奉納され、伊勢神明社として祀られたことに由来する。

### 沿革
- 1878年（明治11年）12月28日 - 古渡村の一部を名古屋区に編入し、同区伊勢山町として成立[1]。
- 1889年（明治22年）10月1日 - 名古屋市成立に伴い、同市伊勢山町となる[1]。
- 1908年（明治41年）4月1日 - 中区成立に伴い、同区伊勢山町となる[1]。
- 1913年（大正2年）10月1日 - 一部が古沢町・東古渡町にそれぞれ編入される[1]。
- 1922年（大正11年）4月25日 - 愛知県南消防署が南区熱田白鳥町より移転[4]。
- 1929年（昭和4年） - 愛知県南消防署が中区梅川町に移転する[4]。
- 1977年（昭和52年）5月8日 - 一部が古渡町に編入され、伊勢山町は廃止される[1]。また、伊勢山一丁目が伊勢山町・東雲町・下茶屋町・古沢町・古渡町・正木町の各一部、伊勢山二丁目が伊勢山町・東雲町・東古渡町・古沢町・古渡町・正木町の各一部によりそれぞれ成立する[1]。

### 字一覧
1932年（昭和7年）愛知県教育会発行『明治十五年愛知県郡町村字名調』による名古屋区伊勢山町の字。
- 弓小路（ゆみこうじ）[5]
- 二見町（ふたみちょう）[5]
- 東辻（ひがしつじ）[5]
- 西辻（にしつじ）[5]
- 中市場（なかいちば）[5]
- 沢井町（さわいちょう）[5]
- 北入口（きたいりぐち）[5]
- 北山（きたやま）[5]
- 南入口（みなみいりぐち）[5]
- 山裏（やまうら）[5]
- 仲町（なかまち）[5]
- 元町（もとまち）[5]
- 辰巳町（たつみちょう）[5]
- 新町内（しんまちうち）[5]
- 三町畑（さんちょうばた）[5]
- 植木屋横町（うえきやよこちょう）[5]
- 稲葉屋横町（いなばやよこちょう）[5]
- 本郷（ほんごう）[5]

## 世帯数と人口
2019年（平成31年）2月1日現在の世帯数と人口は以下の通りである。
| 丁目         | 世帯数    | 人口    |
| ------------ | --------- | ------- |
| 伊勢山一丁目 | 719世帯   | 1,168人 |
| 伊勢山二丁目 | 603世帯   | 1,003人 |
| 計           | 1,322世帯 | 2,171人 |

### 人口の変遷
国勢調査による人口の推移
| 1950年（昭和25年） | 1,083人 | [ 6 ]     |  |
| 1955年（昭和30年） | 1,368人 | [ 6 ]     |  |
| 1960年（昭和35年） | 1,398人 | [ 7 ]     |  |
| 1965年（昭和40年） | 1,327人 | [ 7 ]     |  |
| 1970年（昭和45年） | 1,289人 | [ 8 ]     |  |
| 1975年（昭和50年） | 1,161人 | [ 8 ]     |  |
| 1980年（昭和55年） | 1,696人 | [ 9 ]     |  |
| 1985年（昭和60年） | 1,562人 | [ 9 ]     |  |
| 1990年（平成2年）  | 1,483人 | [ 10 ]    |  |
| 1995年（平成7年）  | 1,518人 | [ 11 ]    |  |
| 2000年（平成12年） | 1,592人 | [ WEB 6 ] |  |
| 2005年（平成17年） | 2,068人 | [ WEB 7 ] |  |
| 2010年（平成22年） | 2,230人 | [ WEB 8 ] |  |
| 2015年（平成27年） | 2,271人 | [ WEB 9 ] |  |

## 学区
市立小・中学校に通う場合、学校等は以下の通りとなる。また、公立高等学校に通う場合の学区は以下の通りとなる。なお、小学校は学校選択制度を導入しておらず、番毎で各学校に指定されている。
| 丁目         | 番・番地等 | 小学校                                    | 中学校                 | 高等学校 |
| ------------ | ---------- | ----------------------------------------- | ---------------------- | -------- |
| 伊勢山一丁目 | 全域       | 名古屋市立平和小学校 名古屋市立正木小学校 | 名古屋市立伊勢山中学校 | 尾張学区 |
| 伊勢山二丁目 | 全域       | 名古屋市立平和小学校 名古屋市立正木小学校 | 名古屋市立伊勢山中学校 | 尾張学区 |

## 交通
- 山王通
- 伏見通（国道19号）
- 大津通
- 名古屋高速都心環状線東別院入口

## 施設

### 伊勢山一丁目
- 神明社[2]
- 真宗大谷派善正寺[2]
- 曹洞宗洞仙寺[2]
- 愛知産業大学工業高等学校
- GAタワー

- 洞仙寺
- 愛知産業大学工業高等学校
- GAタワー

### 伊勢山二丁目
- 日本たばこ産業名古屋中営業所[2]
- 千光寺
- あいちビジネス専門学校
- ミタチ産業
- 愛知県管工機材商業協同組合

- あいちビジネス専門学校

## 人物
- 田島道治（伊勢山町生まれの実業家・銀行家）
- 山本梅逸（洞仙寺に葬られた文人画家）

## その他

### 日本郵便
- 郵便番号 : 460-0026[WEB 3]（集配局：名古屋中郵便局[WEB 12]）。

### WEB
1. 1 2  “愛知県名古屋市中区の町丁・字一覧”.   人口統計ラボ. 2016年2月12日閲覧。
2. 1 2  “町・丁目(大字)別、年齢(10歳階級)別公簿人口(全市・区別)”.   名古屋市 (2019年2月20日). 2019年2月20日閲覧。
3. 1 2  “郵便番号”.  日本郵便. 2019年2月10日閲覧。
4. ↑  “市外局番の一覧”.   総務省. 2019年1月6日閲覧。
5. ↑  名古屋市役所市民経済局地域振興部住民課町名表示係 (2015年10月21日). “中区の町名一覧”.   名古屋市. 2016年1月29日閲覧。
6. ↑  名古屋市役所総務局企画部統計課統計係 (2005年7月1日). “（刊行物）名古屋の町(大字)・丁目別人口 (平成12年国勢調査) 中区” (xls). 2015年10月16日閲覧。
7. ↑  名古屋市役所総務局企画部統計課統計係 (2007年6月27日). “（刊行物）名古屋の町(大字)・丁目別人口 (平成17年国勢調査) (6)中区(第1表から第3表）” (xls). 2015年10月15日閲覧。
8. ↑  名古屋市役所総務局企画部統計課統計係 (2012年4月22日). “（刊行物）名古屋の町(大字)・丁目別人口 (平成22年国勢調査) (6)中区(第1表から第3表）” (xls). 2015年10月15日閲覧。
9. ↑  名古屋市役所総務局企画部統計課統計係 (2016年3月31日). “（刊行物）名古屋の町(大字)・丁目別人口 (平成27年国勢調査) (6)中区(第1表から第3表）” (xls). 2016年7月28日閲覧。
10. ↑  “市立小・中学校の通学区域一覧”.   名古屋市 (2018年11月10日). 2019年1月14日閲覧。
11. ↑  “平成29年度以降の愛知県公立高等学校（全日制課程）入学者選抜における通学区域並びに群及びグループ分け案について”.   愛知県教育委員会 (2015年2月16日). 2019年1月14日閲覧。
12. ↑  郵便番号簿 平成29年度版 - 日本郵便. 2019年02月26日閲覧 (PDF)

### 書籍
1. 1 2 3 4 5 6 7  名古屋市計画局 1992, p. 791.
2. 1 2 3 4 5 6 7  「角川日本地名大辞典」編纂委員会 1989, p. 1478.

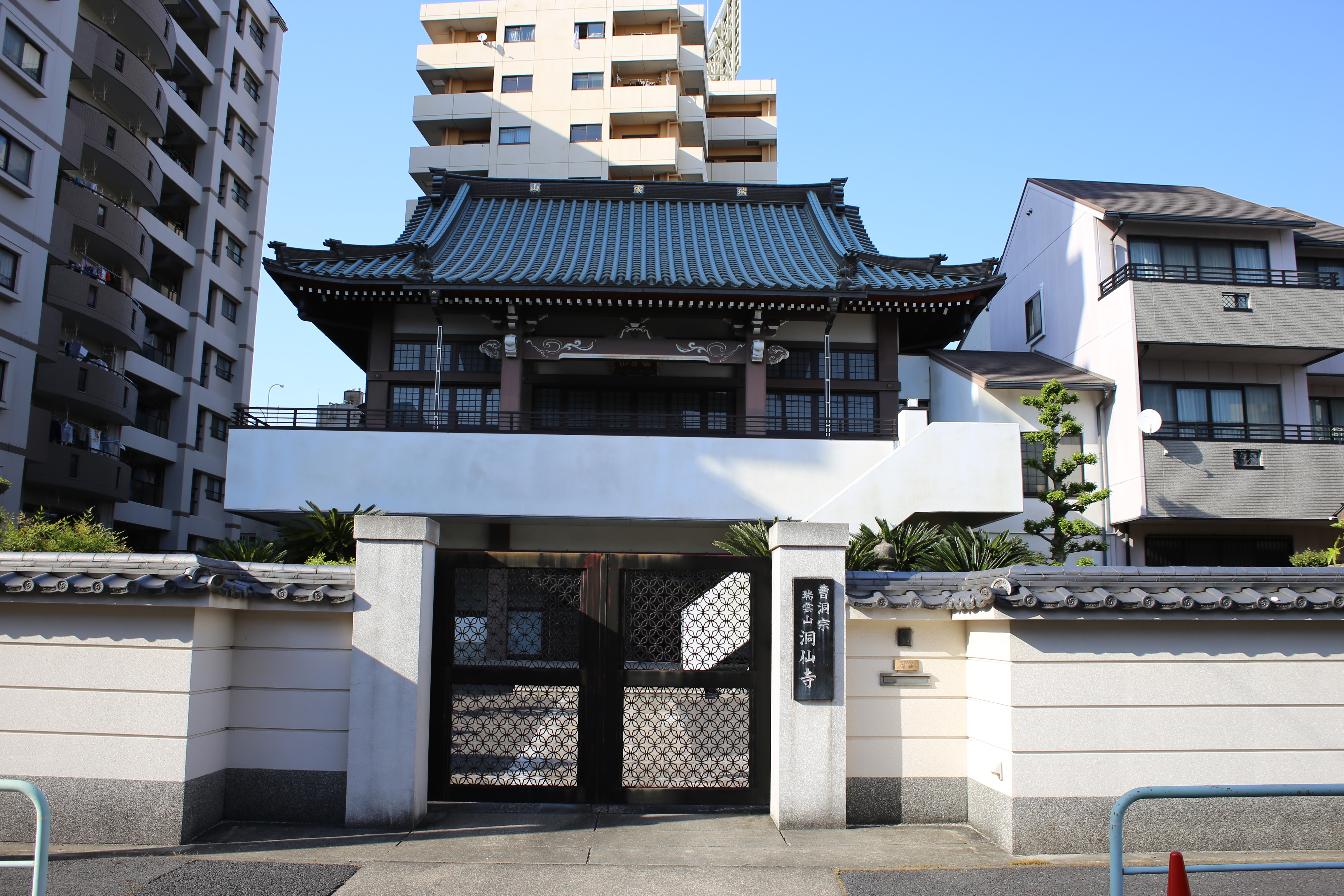
洞仙寺
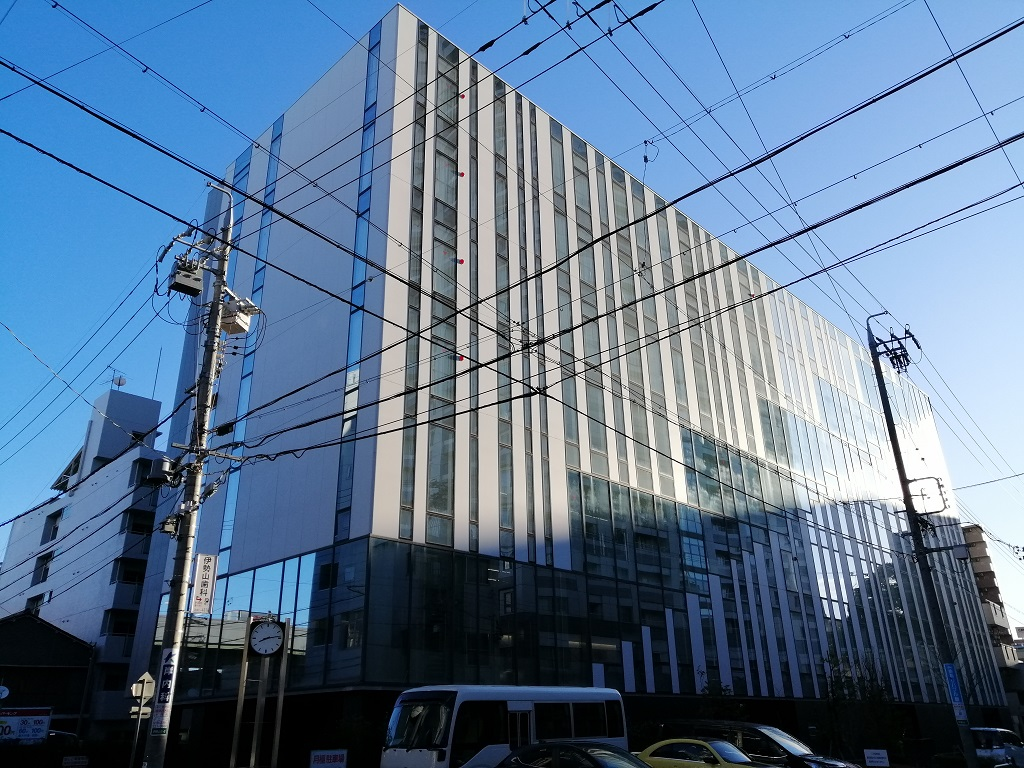
愛知産業大学工業高等学校
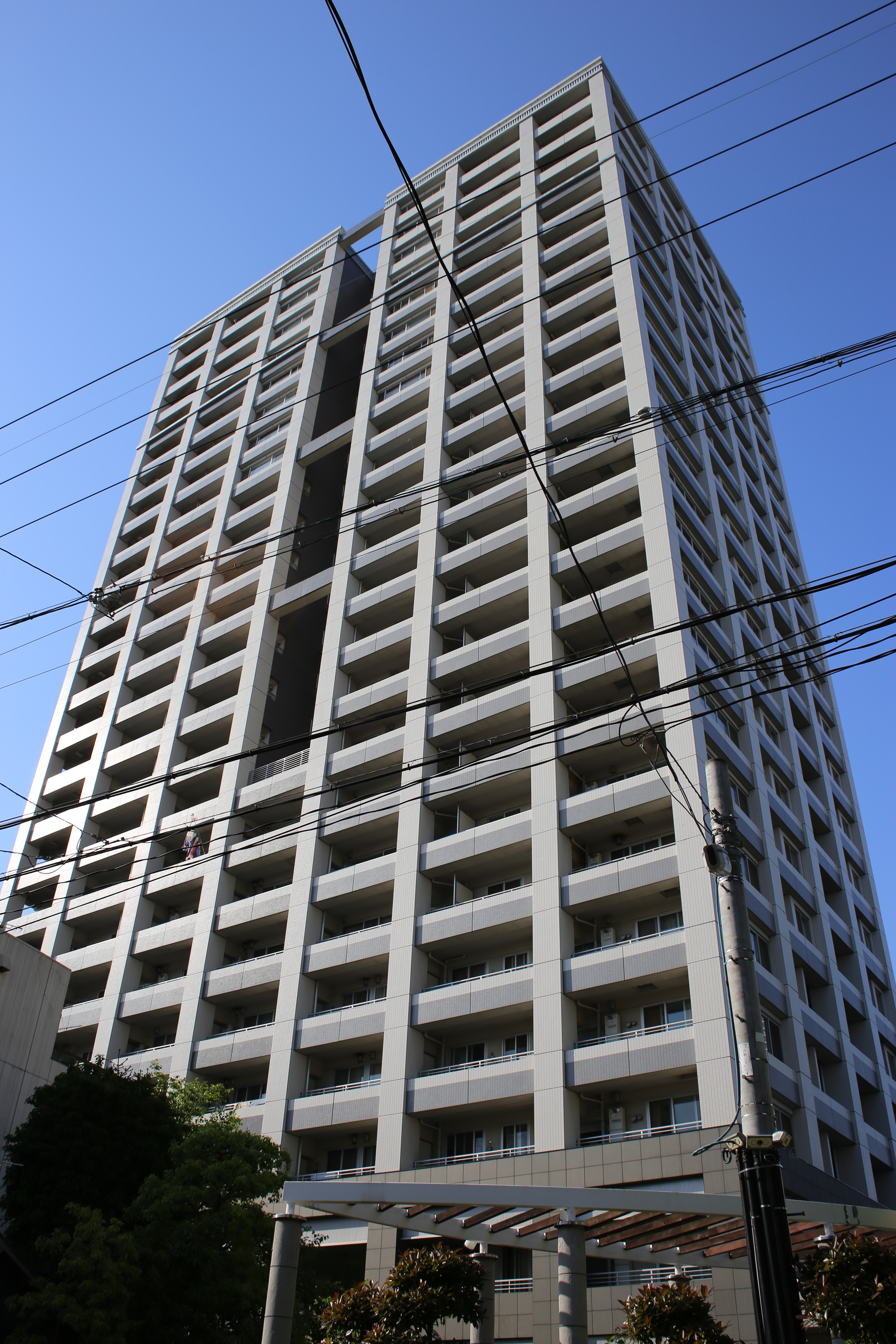
GAタワー

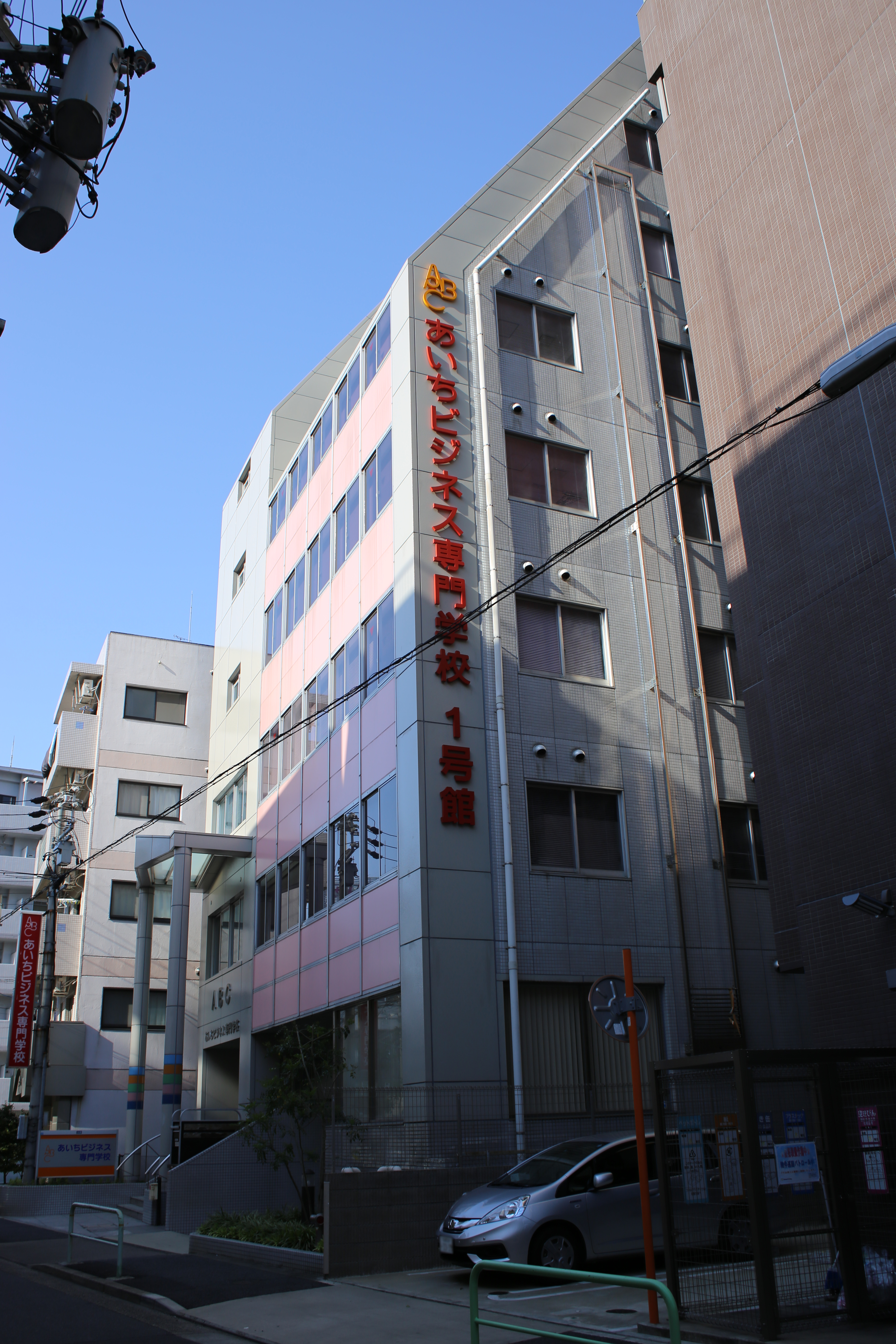
あいちビジネス専門学校

3. ↑  「角川日本地名大辞典」編纂委員会 1989, p. 150.
4. 1 2  名古屋消防史編集委員会 1989, p. 558.
5. 1 2 3 4 5 6 7 8 9 10 11 12 13 14 15 16 17 18  名古屋市計画局 1992, p. 915.
6. 1 2  名古屋市総務局企画室統計課 1957, p. 82.
7. 1 2  名古屋市総務局企画部統計課 1967, p. 75・76.
8. 1 2  名古屋市総務局統計課 1977, p. 50.
9. 1 2  名古屋市総務局統計課 1986, p. 61.
10. ↑  名古屋市総務局企画部統計課 1991, p. 32.
11. ↑  名古屋市総務局企画部統計課 1996.

### 統計資料
- 名古屋市総務局企画室統計課 編『昭和31年版 名古屋市統計年鑑』名古屋市、1957年。
- 名古屋市総務局企画部統計課 編『昭和41年版 名古屋市統計年鑑』名古屋市、1967年。
- 名古屋市総務局統計課 編『昭和51年版 名古屋市統計年鑑』名古屋市、1977年。
- 名古屋市総務局統計課 編『昭和60年国勢調査 名古屋の町・丁目別人口（昭和60年10月1日現在）』名古屋市役所、1986年。
- 名古屋市総務局企画部統計課 編『平成2年国勢調査 名古屋の町（大字）別・年齢別人口（平成2年10月1日現在）』名古屋市役所、1994年。
- 名古屋市総務局企画部統計課 編『平成7年国勢調査 名古屋の町（大字）・丁目別人口（平成7年10月1日現在）』名古屋市役所、1996年。